# Жетимшоки
Жетимшоки́ (каз. Жетімшоқы) — село у складі Актогайського району Карагандинської області Казахстану. Входить до складу Саритерецького сільського округу.
Населення — 92 особи (2021; 108 у 2009, 122 у 1999, 186 у 1989).
Національний склад станом на 1989 рік:
- казахи — 100 %.

У радянські часи село також називалось Жетімшоки.